# Drepanogynis rubriceps
Drepanogynis rubriceps är en fjärilsart som beskrevs av Claude Herbulot 1960. Drepanogynis rubriceps ingår i släktet Drepanogynis och familjen mätare. Inga underarter finns listade i Catalogue of Life.